# Synagoge (Veria)

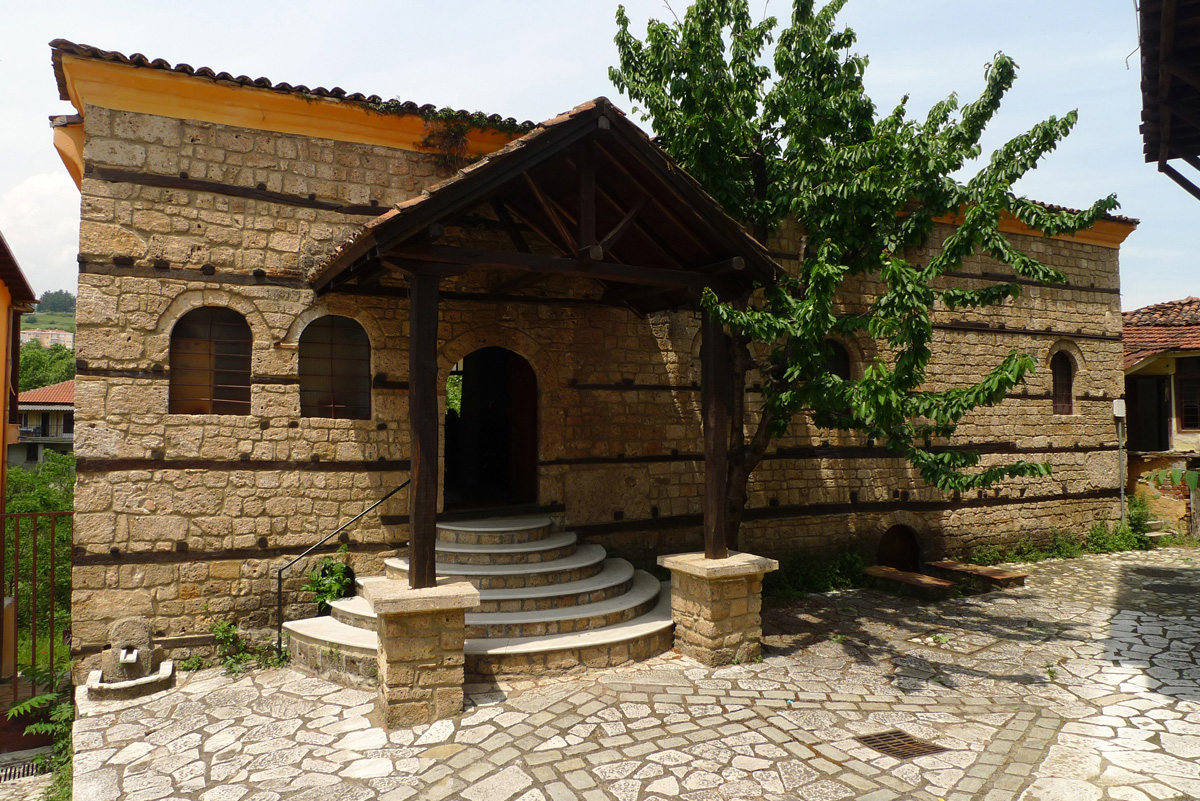
Synagoge in Veria

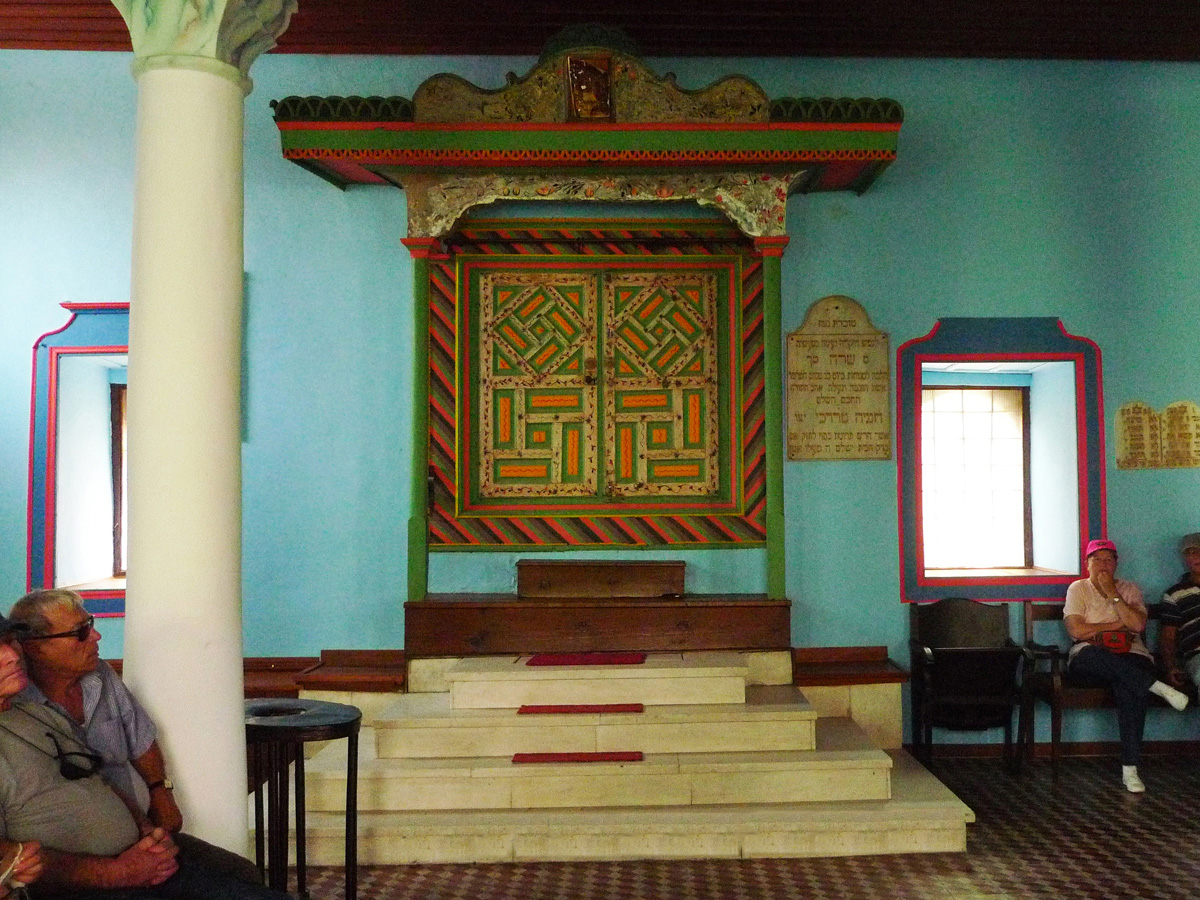
Innenansicht mit Thoraschrein

Die Synagoge in Veria (griechisch Εβραϊκή Συναγωγή Βέροιας), einer Stadt in der nordgriechischen Region Zentralmakedonien, wurde vor 1850 errichtet. Die Synagoge steht im jüdischen Wohngebiet der Stadt. 
Das rechteckige Bau besitzt eine Frauenempore. Er wird von sechs Säulen in einem Mittelraum und zwei Seitenschiffe geteilt. Vier Stufen führen zum hölzernen Thoraschrein. 